# جشنواره ملی عکس شاهنامه
جشنواره سراسری عکس شاهنامه با هدف ارج نهادن و پاسداشت جایگاه بلند حکیم سخن فردوسی و شاهکار بی‌مانندش شاهنامه، همچنین تأثیر جلوه‌های زیبای شاهنامه و نمود شاهنامه در در زندگی اقوام ایرانی در گستره ایران بزرگ فرهنگی، هر دو سال یک بار از سوی باشگاه شاهنامه پژوهان و باشگاه نقالان برگزار خواهد شد. ایده و متن فراخوان این جشنواره از سوی کورش جوادی طرح و به نگارش درآمد. در پیوند با موضوعات این جشنواره بیش از یکسال از سوی کورش جوادی کار شده‌است. جشنواره ملی عکس شاهنامه یک جشنواره کاملاً مردمی و مستقل است. کورش جوادی هزینه برگزاری دور نخست این جشنواره را شخصاً پرداخت کرده‌است.

## دور دوم جشنواره
فراخوان دومین جشنواره ملی عکس شاهنامه اردیبهشت ۹۷ منتشر شد. دور دوم جشنواره با شعار ایران نگارخانه ای برای شاهنامه آغاز به کار کرد. در دور دوم موضوعاتی همچون پرتره شاهنامه پژوهان و ورزش‌های پهلوانی، شاهنامه پژوهان، ایران در آیینه شاهنامه و موزه شاهنامه و اسطوره قزوین به موضوعات جشنواره افزوده شد.

## موضوعات جشنواره
1. آرامگاه فردوسی در توس
2. تندیس‌های فردوسی در سراسر ایران و جهان
3. نقاشی‌ها و آثار حجمی و محیطی برگرفته از شاهنامه
4. نقالان و هنرهای نمایشی مرتبط با شاهنامه
5. نمود شاهنامه در زندگی اقوام ایران در گستره ایران بزرگ فرهنگی

## دبیر و هیئت داوران جشنواره در دور نخست
بنیانگذار و دبیر جشنواره ملی عکس شاهنامه کورش جوادیو هیئت داوران این جشنواره در دور نخست عبارتند از:
- مژگان طریقی
- عباس عربزاده
- سعید کیایی
- سوده حاجی کرم
- ابراهیم سیسان

## دبیر و هیئت داوران جشنواره در دور دوم
کورش جوادی در دور دوم جشنواره نیز دبیری را بر عهده داشت. همچنین در دور دوم جشنواره استادان برجسته ای مانند افشین بختیار و سیمون آیوازیان در کنار چهره‌های جوانتری مانند کتایون قدس راد و علی میراسماعیلی داوری جشنواره را بر عهده داشتند. داوران دور دوم جشنواره ملی عکس شاهنامه عبارت بودند از:
- افشین بختیار
- سیمون آیوازیان
- کتایون قدس راد
- علی میراسماعیلی
- سوده حاجی کرم

## نشان جشنواره ملی عکس شاهنامه
نشان جشنواره ملی عکس شاهنامه توسط المیرا نیکنام طراحی شد. در توضیح این نشان که برگرفته از سیمرغ ساسانی است آمده‌است:
سیمرغ نقش مهمی در داستان‌های شاهنامه دارد و از او به عنوان پرنده‌ای پشتیبان، حامی، دانا و خردمند یاد می‌شود که زال را زیر پر و بال خویش پرورش می‌دهد.
از آن جهت که هدف اصلی جشنواره ملی عکس شاهنامه حمایت و پشتیبانی از جامعه عکاسان به خصوص عکاسان جوانی می‌باشد که قدم در این راه گذاشته‌اند و سعی در شناساندن مضامین شاهنامه دارند، بنابراین سعی بر آن شد تا همخوانی نزدیک تری بین نماد انتخاب شده و هدف جشنواره وجود داشته باشد.
نقش این مرغ افسانه‌ای در دوره‌های مختلف فرم‌های متنوع و متغیری به خود گرفته‌است. در دوره ساسانی، بر بسیاری از جامها، ظرفها و دیوارها نقش بسته و از دوران ایران باستان در اوستا حضور داشته‌است و همچنان نیز در هنرهای معاصر به شکل‌های متعددی طراحی می‌شود. با توجه به اینکه در طراحی هر نشانی باید مطالعه تصویری در نقش‌هایی با همان مضمون وجود داشته باشد و نشان‌های فرهنگی معاصر چه بهتر که از پیشینه گسترده نقش‌های ایرانی سود جوید تا آن هارا بیش از پیش به نسل‌های بعدی معرفی نماید، ما نیز در این راستا پیش رفته و آنچه در این نشانه شاهد هستیم برگرفته از نقوش پیشینیان ماست. نقش پیکر این نشان الهامی از نقش سیمرغ در بشقاب زرین و پارچه ابریشمی منجوق دوزی شده از دوره ساسانی است و نقش سر سیمرغ با الهام از نگاره زال و سیمرغ از شاهنامه طهماسبی می‌باشد که فرم ساده شده و گرافیکی به خود گرفته‌است. با وفاداری به نقوش گذشتگان، تغییراتی در کل نشان به وجود آمده تا در تمام قسمت‌ها هندسه پنهان آن رعایت شود.
نگاتیو به عنوان نمادی جهانی و شناخته شده از عکس و عکاسی انتخاب شد و بر روی پرهای این پرنده فراخ‌بال که پروازی بر آسمان دارد و اهدافی بلند، قرار گرفت.

### نگارخانه شاهنامه
در نخستین دوره جشنواره ملی عکس شاهنامه پنجاه و هفت عکس برگزیده شدند. آثار برگزیده در کتابی با نام نگارخانه شاهنامه که از سوی نشر ترفند منتشر خواهد شد به چاپ خواهند رسید. این کتاب با مقدمه و یادداشت از سه شاهنامه پژوه برجسته جلال خالقی مطلق، میرجلال الدین کزازی و قدمعلی سرامی به چاپ خواهد رسید. همچنین دبیر جشنواره ملی عکس شاهنامه کورش جوادی مقدمه‌ای بر این کتاب دربارهٔ اهداف و چیستی جشنواره نگاشته‌است. تابلوهای نمایشگاه هم در مزایده‌ای به نفع باشگاه شاهنامه پژوهان، باشگاه نقالان و بنیادی خیریه به بالاترین مبلغ به فروش می‌رسد، که در این بخش از جشنواره شاهد پیوند جدی اقتصاد و فرهنگ خواهیم بود.

### نمایشگاه
نمایشگاه نخستین جشنواره ملی عکس شاهنامه در آرامگاه فردوسی در توس با همکاری پایگاه میراث فرهنگی توس، در دبی با کوشش انجمن بانوان شاهنامه خوان و در تهران در گالری سیمرغ و در دانشگاه تهران با همکاری انجمن ایرانشناسی دانشگاه تهران برگزار شد. از بیست و هفتم اردیبهشت ماه تا بیست و پنجم خردادماه آثار برگزیده در آرامگاه فردوسی به نمایش گذاشته شد و مورد استقبال قرار گرفت. ابوالفضل خطیبی و نعمت ایلدریم شاهنامه پژوه ترک و مترجم شاهنامه به ترکی به همراه محمدباقر نوبخت معاون رئیس‌جمهوری حسن روحانی از چهره‌های سرشناسی بودند که از این نمایشگاه بازدید کردند. دوم و سوم خردادماه در دبی در گالری the jamjar به کوشش و همراهی انجمن بانوان شاهنامه خوان دبی نمایشگاهی دیگر با استقبال ایرانیان دبی و دوستداران فرهنگ و هنر از سراسر دنیا برگزار شد. در تهران از پنج تا دوازدهم خردادماه آثار برگزیده در گالری سیمرغ به نمایش گذاشته شد. نمایشگاه جشنواره ملی عکس شاهنامه در نگارخانه سیمرغ هر روز با اجرای چند نقالی و شاهنامه خوانی همراه بود. آیین بازگشایی نمایشگاه جشنواره ملی عکس شاهنامه در نگارخانه سیمرغ با حضور ابوالفضل خطیبی و نقالی طاهره بهرامی و سیندخت ابدالی همراه بود. از نقالان دیگری که در این نمایشگاه به اجرای برنامه پرداختند می‌توان از فهیمه باروتچی و پریا ماوندی نام برد. همچنین موبد اردشیر خورشیدیان، مهری بهفر و محمود جعفری دهقی و بسیاری از چهره‌های علمی و فرهنگی از این نمایشگاه در تهران بازدید کردند. مهری بهفر از شاهنامه پژوهان نامدار همچنین در یادداشتی پس از بازدید از نمایشگاه این رویداد فرهنگی و هنری را ستود. مهری بهفر در این یادداشت که با عنوان درک آن لحظهٔ تاریخی که خیالش هم در مخیلهٔ تاریخ ما نمی‌گنجید آورده‌است: عکس‌ها دیدنی بود. می‌شد به دفعات دیدشان. دور زد و دید و بازدید. عکس‌هایی از کلاس درس شاهنامه در روستا، عکس‌هایی از شخصیت‌های شاهنامه بر کاشی‌هایی از محلهٔ پیراسرای رشت، تصویری از شب تعزیه خوانی در گرگان و مجسمهٔ رستم و سهراب در پس پشت، عکسی از قلعهٔ فرود، … عکس‌هایی از حضور فردوسی و شاهنامه در شهر و خانه و مدرسه، در گوشه گوشهٔ این آب و خاک، در بازتابش در هنرهای دیگر، در قدرت الهامش به انواع آثار هنری دیگر. نمایشگاه جشنواره ملی عکس شاهنامه در دانشگاه تهران از ۲۴ آذرماه تا ۲۹ آذرماه در دانشکده ادبیات دانشگاه تهران برپا شد و به دلیل استقبال تا سوم دیماه تمدید شد. این نمایشگاه با یاد و خاطره استاد خدایی شریف‌زاده شاهنامه پژوه تاجیک برگزار شد و مورد استقبال دانشجویان زبان و ادب فارسی قرار گرفت.

### آیین پایانی نخستین دوره جشنواره ملی عکس شاهنامه
آیین پایانی نخستین جشنواره ملی عکس شاهنامه دهم خردادماه در موزه فرش ایران برگزار شد. در این مراسم که با حضور محمود دولت‌آبادی، هما ارژنگی، قدمعلی سرامی و جهانگیر الماسی و برگزیدگان جشنواره ملی عکس شاهنامه برگزار شد از نفرات نخست تقدیر و تندیس ویژه جشنواره ملی عکس شاهنامه به آنان پیشکش شد. در این مراسم همچنین از سردیس محمود دولت‌آبادی برای نخستین بار رونمایی شد.   